# IRNSS-1A
O IRNSS-1A é um satélite de comunicação geoestacionário indiano que faz parte do sistema de navegação por satélite IRNSS. Ele foi construído e é também operado pela Organização Indiana de Pesquisa Espacial (ISRO), o mesmo está localizado na posição orbital de 55 graus de longitude leste. O satélite foi baseado na plataforma I-1K (I-1000) Bus e sua expectativa de vida útil é de 10 anos.

## Lançamento
O satélite foi lançado com sucesso ao espaço no dia 1 de julho de 2013, às 18:11 UTC, por meio de um veículo PSLV-XL a partir do Centro Espacial de Satish Dhawan, na Índia. Ele tinha uma massa de lançamento de 1425 kg.